# Przedsiębiorstwo Komunikacji Samochodowej w Łodzi

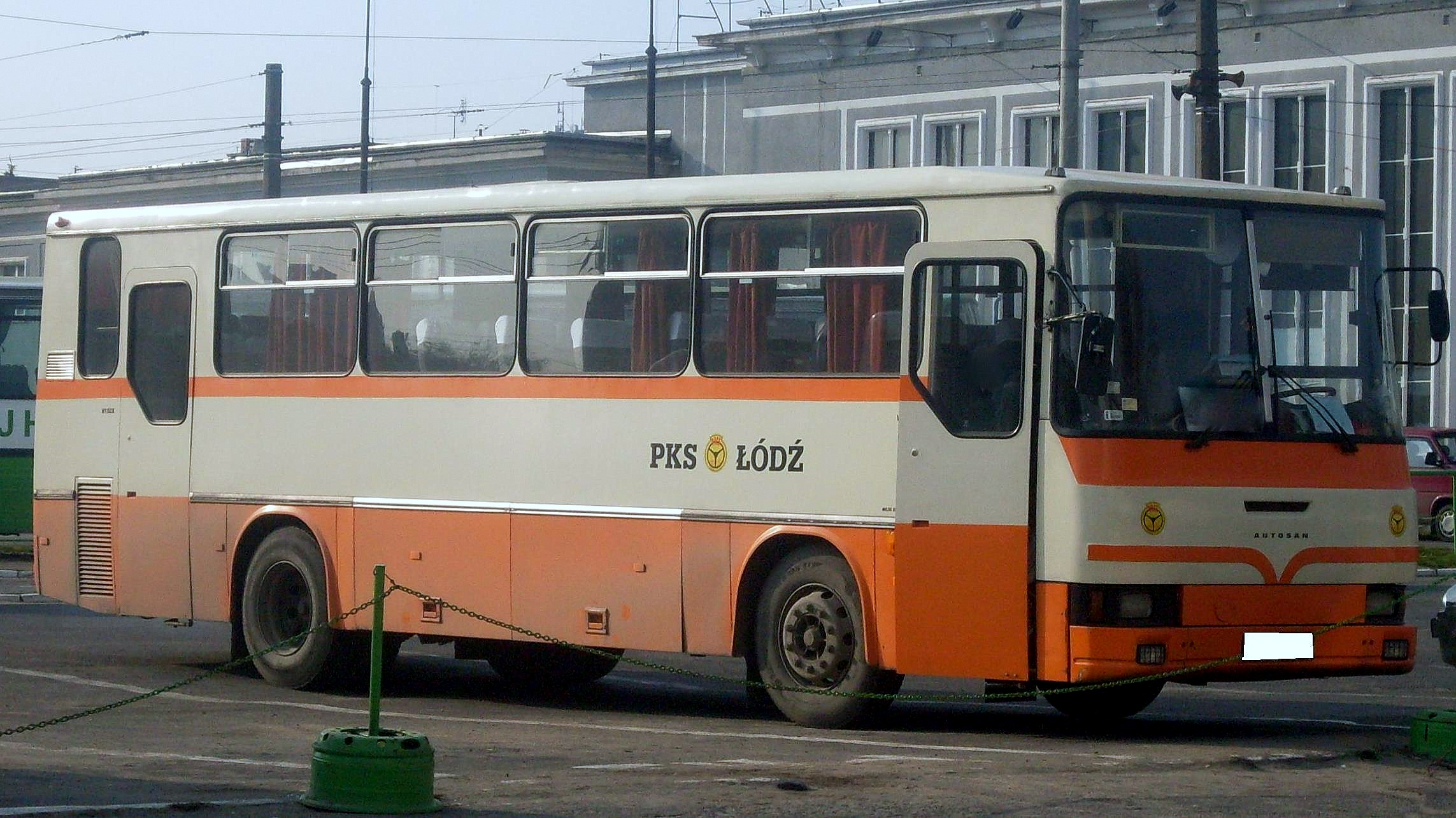
Autosan H10 w barwach PKS Łódź

PKS Łódź sp. z o.o. – przedsiębiorstwo komunikacji samochodowej z siedzibą w Łodzi powstałe w 1999 roku w wyniku prywatyzacji pracowniczej, jest następcą prawnym PKS utworzonego w pierwszych latach powojennych. Obsługiwał międzymiastowe i podmiejskie linie autobusowe na terenie dawnego województwa łódzkiego. Od 30 czerwca 2021 r. PKS Łódź nie świadczy już regularnych przewozów pasażerskich, skupiając się na działalności związanej z wynajmem nieruchomości (w tym zarządzanie dworcami autobusowymi Łódź Kaliska i Północny), diagnostyce pojazdów i sprzedażą paliw.

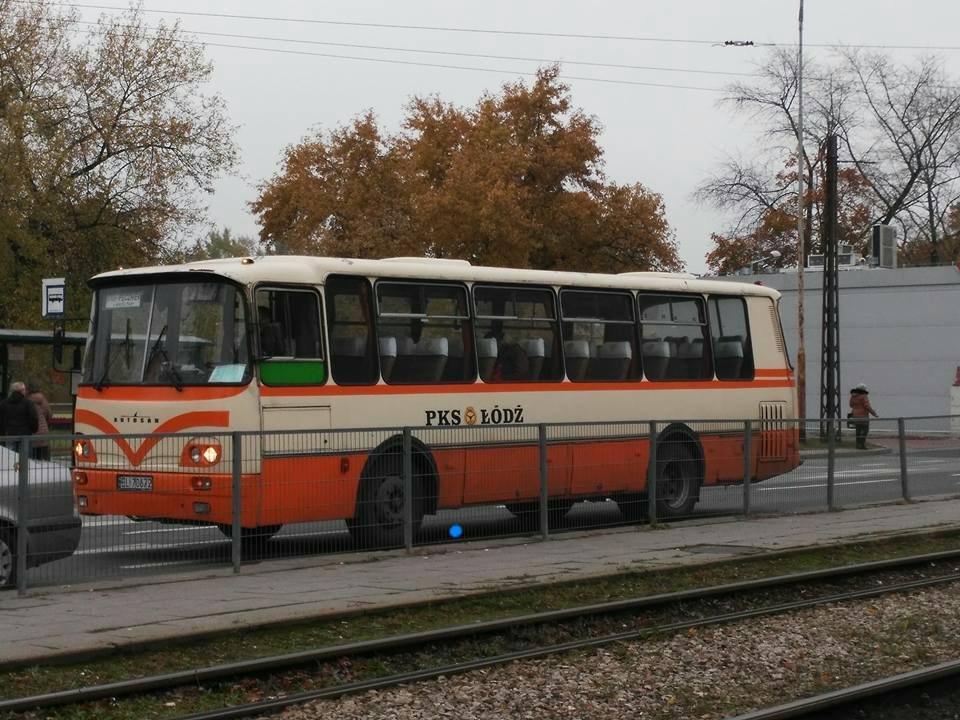
Autosan H9 21